# Erlind Koreshi
Erlind Koreshi (Lushnjë, 9 febbraio 1987) è un ex calciatore albanese, di ruolo centrocampista.